# Chevrolet SSR
Chevrolet SSR — пикап-кабриолет американской компании Chevrolet. Выпускался с 2003 по 2006 год. Название SSR расшифровывается как Super Sport Roadster (рус. Супер Спорт Родстер).
На автомобили 2003 и 2004 годов устанавливали двигатель Vortec 5300 объёмом 5,3 литра, 300 л. с. V8. С ним SSR разгонялся до 97 км/ч за 7,7 секунды. Начиная с 2005 года на SSR стали устанавливать двигатель 6,0 л LS2 V8 390 л. с., который также применялся на Chevrolet Corvette C6 и Pontiac GTO. Автомобиль имел привод на задние колёса, коробка передач — четырёхступенчатая автоматическая. С 2005 года также стала доступна, в качестве опции, пятиступенчатая механическая коробка переключения передач. В 2006 году двигатель LS2 подвергся небольшой доработке, которая позволила увеличить его мощность до 395 л. с. (автоматическая трансмиссия) и 400 л. с. (механическая трансмиссия).